# Alexandra Kyle
Alexandra Kyle (* 11. November 1988 in Los Angeles, Kalifornien) ist eine US-amerikanische Schauspielerin. Sie wurde durch den Film 30 über Nacht bekannt. Sie hatte auch Auftritte in der Serie Without a Trace – Spurlos verschwunden.

## Filmografie (Auswahl)
- 1996: Auge um Auge (Eye for an Eye)
- 1996: JAG – Im Auftrag der Ehre (JAG, Fernsehserie, Folge 1x15)
- 1996: Die Jury (A Time to Kill)
- 1998: Missbraucht – Nachts kommt die Angst (In Quiet Night)
- 2001: Practice – Die Anwälte (The Practice, Fernsehserie, 4 Folgen)
- 2002: Emergency Room – Die Notaufnahme (ER, Fernsehserie, Folge 9x04)
- 2004: 30 über Nacht (13 Going on 30)
- 2004: Funky Monkey
- 2006–2007: Without a Trace – Spurlos verschwunden (Without a Trace, Fernsehserie, 3 Folgen)
- 2011: Zeit der Sehnsucht (Days of our Lives, Fernsehserie, 2 Folgen)
- 2011: A Thin Line (Fernsehfilm)
- 2011: DisCONNECTED
- 2013: Justified (Fernsehserie, 3 Folgen)